# Ментор (спутник)

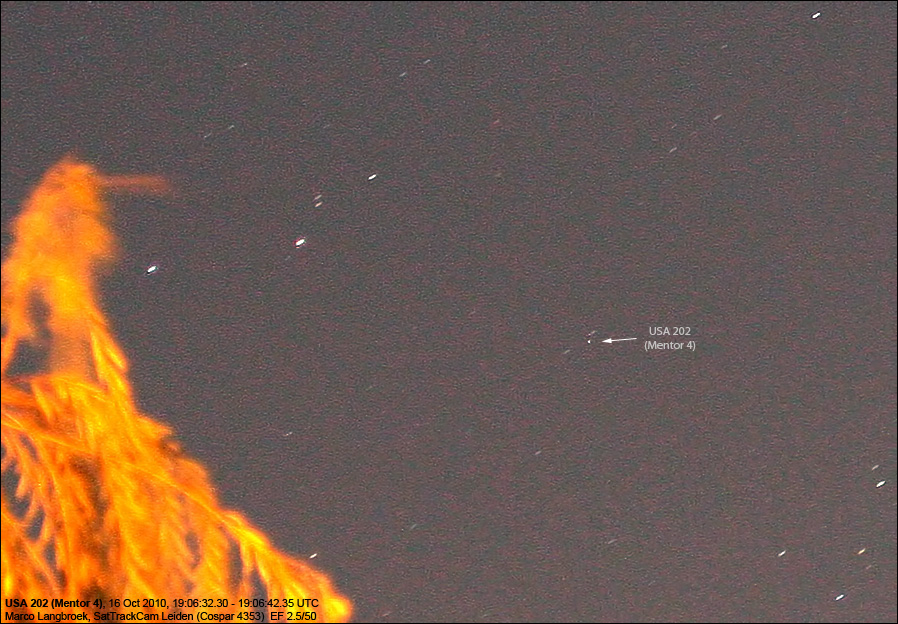
USA-202 виден как «звезда» 8-й величины на этом изображении. Стоит заметить, что настоящие звёзды стали полосками из-за 10-секундной выдержки, а геостационарный спутник остался точкой

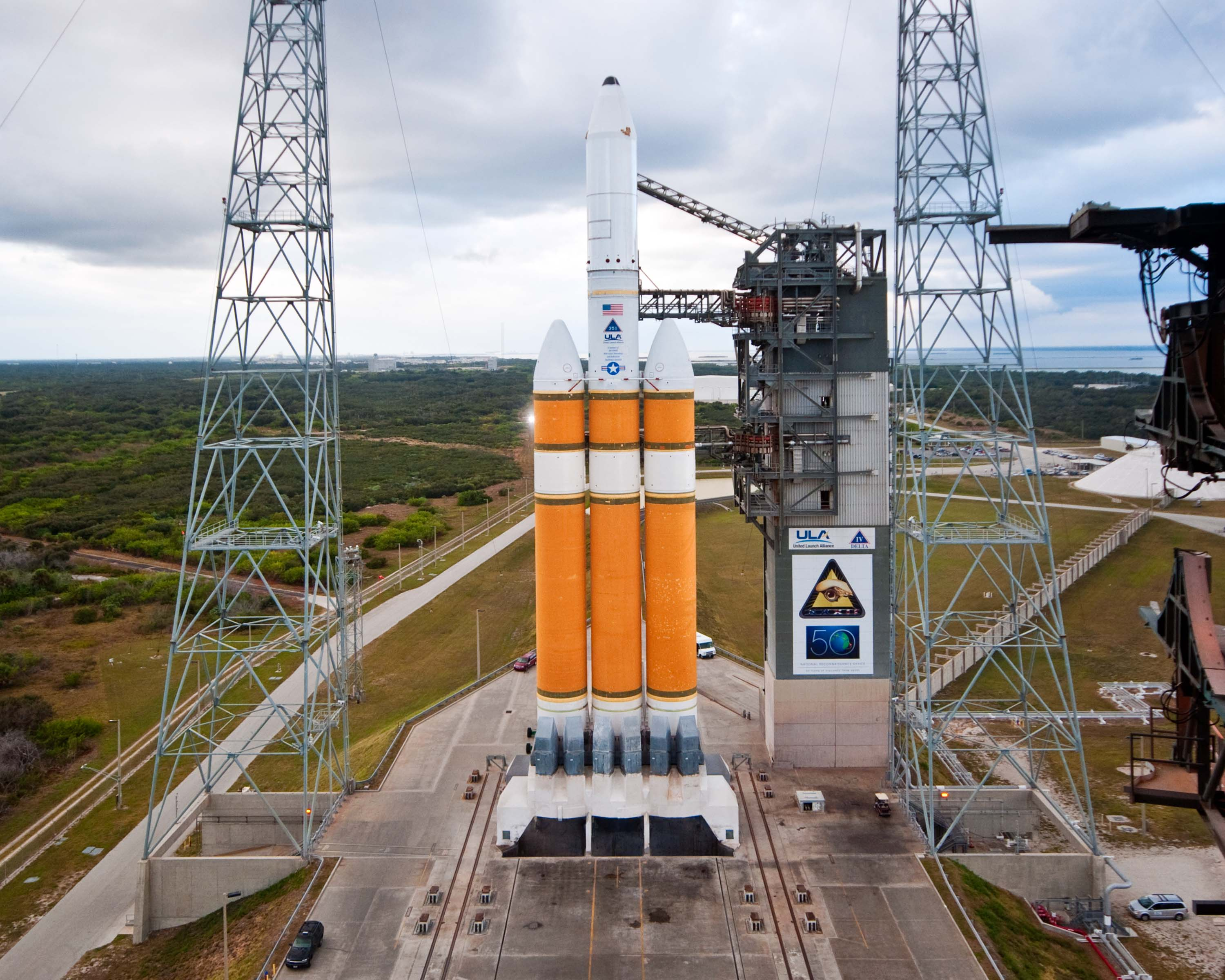
USA-223 (NROL-32), пятый спутник «Ментор» на ракете Delta IV

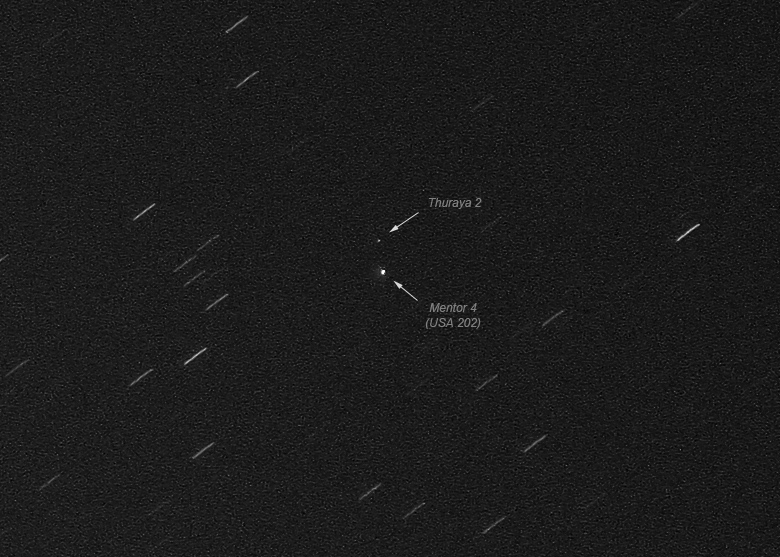
USA-202 и коммерческий геостационарный спутник Thuraya 2

Orion, также известный как Mentor или Advanced Orion, серия разведывательных спутников США, предназначенных для радиоэлектронной разведки из космоса. Эксплуатируемые национальным управлением военно-космической разведки США и разработанные при участии ЦРУ, пять штук были запущены с мыса Канаверал на ракетах-носителях Titan IV и Дельта-4 начиная с 1995 года. Эти геостационарные спутники принимают электромагнитное излучение и выступают в качестве замены для старой группировки спутников Magnum. Наблюдатели оценивают массу спутников близко к 5200 ± кг. Также есть основания полагать, что спутники имеют огромные (примерно 100 м в диаметре) радиоотражающие антенны. NRO L-32, который является пятым спутником группировки, согласно данным директора национального управления военно-космической разведки США Брюса Карлсона, является «крупнейшим спутником в мире». Считается, что имеется в виду диаметр основной антенны, которая может быть значительно больше 100 м. Миссия и возможности этих спутников строго засекречены. Ранние спутники похожего назначения, спутники серии Rhyolite/Aquacade, были построены TRW Inc.; неизвестно, кто сделал спутники Orion.

## Спутники
| Название | COSPAR ID SATCAT № | Дата запуска (UTC)       | Ракета-носитель | Место запуска     | Обозначение запуска | Долгота                         | Примечания |
| -------- | ------------------ | ------------------------ | --------------- | ----------------- | ------------------- | ------------------------------- | ---------- |
| USA-110  | 1995-022A          | 14 Мая 1995 13:45:01     | Titan IV(401)A  | Канаверал LC-40   | N/A                 | 127°E                           |            |
| USA-139  | 1998-029A          | 9 Мая 1998 01:38:01      | Titan IV(401)B  | Канаверал SLC-40  | NROL-6              | 44°E (1998–2009) 14.5°W (2009—) |            |
| USA-171  | 2003-041A          | 9 Сентября 2003 04:29:00 | Titan IV(401)B  | Канаверал SLC-40  | NROL-19             | 95.5°E                          |            |
| USA-202  | 2009-001A          | 18 Января 2009 02:47     | Delta IV-H      | Канаверал SLC-37B | NROL-26             | 44°E                            |            |
| USA-223  | 2010-063A          | 21 Ноября 2010 22:58:00  | Delta IV-H      | Канаверал SLC-37B | NROL-32             | 100.9°E                         |            |
| USA-237  | 2012-034A          | 29 июня 2012 13:15       | Delta IV-H      | Канаверал SLC-37B | NROL-15             | 89.21°E                         | Ментор 8   |
| USA-268  | 2016-036A          | 11 июня 2016 17:51       | Delta IV-H      | Канаверал SLC-37B | NROL-37             | 104.18°E                        | Ментор 9   |
| USA-311  | 2020-095A          | 11 декабря 2020 01:09    | Delta IV-H      | Канаверал SLC-37B | NROL-44             |                                 | Ментор 10  |